# Бої за Барвінкове
Бої за Барвінкове — запеклі бої частин 3-й радянської армії і Донецької армії з німецькими частинами і Запорізьким корпусом УНР під час оборони Донецько-Криворізької республіки. Бої тривали з 15 по 19 квітня 1918 року, станція мала велике значення так як перебувала на підступах до Донбасу.

## Історія
30 березня 1918 командир Донецької армії Геккер видав указ № 023 в якому він наказував підготувати оборонні пункти на підступах до Донбасу на станції Барвінкове яка увійшла до складу Харківського бойової дільниці і входила в другу лінію оборони, почалося спорудження фортифікаційних споруд..
8 квітня головнокомандувач Донецької армії Баранов наказав командиру 3-ї армії Лазареву підготувати оборонні позиції під Барвінковим. У Барвінковому знаходився невеликий загін Донецької армії в місто повинно було прийти підкріплення чисельністю 400 осіб. 9 квітня частини 3-ї армії відійшли до Барвінкового без узгодженням з Центроштабом і почали займати там позиції.
14 квітня Барвінкове зайняла сотня німців, і частини Гордієнсківського полку під командуванням Петрова.
О 15:00 15 квітня 3-тя армія перейшла в контрнаступ і зайняла станцію Барвінкове де захопила 120 Баварських кавалеристів. 15 квітня 1918 року Донецька група армії УНР вела наступ в напрямку Слов'янська. Увечері група підійшла до Барвінкового де зустріла запеклий опір, зайнявши позиції в 2 верстах від станції Гайдамацький і Дорощенківський полк під прикриттям бронепоїзда вели наступ на станцію.
Їм протистояли частини Донецько-Криворізької республіки які складалися з бронепоїзда, броньовика, піхоти, кінноти, артилерії частин Червоного козацтва і донецьких робітників. Після дванадцятої години станція була зайнята козаками. У цьому бою 9 козаків загинуло поранено 52 козака і 7 старшин.
16 квітня частини 3-ї армії вели контрнаступ в напрямку Барвінкове. На підступах до Барвінкового в бій з козаками вступив взвод з тридюймовим знаряддями.
18 квітня після запеклого бою в районі Барвінкового частини 3-ї армії зайняли місто яке обстрілювали з артилерії німецькі частини, які до цього відступили. О 9:00 годині ранку 19 квітня Барвінкове було остаточно зайнято частинами 3-ї армії.
Увечері 19 квітня німці відкрили вогонь з артилерії по станції Барвінкове, на станції вибухнув ешелон зі снарядами, почалася пожежа була пригнічена важка артилерія 3-й армії частини якої відступили від міста на 4 версти і почали обстрілювати Барвінкове зайняте німцями і запорожцями. В цей час два полки, один 224 німецький і другий номер не відомий, і два ескадрони кавалерії чотирма ланцюгами повели наступ на прорив за підтримки артилерії, не витримавши натиску, частини 3-ї армії відступили від міста. Їх переслідували частини німців і запорожців, безперервно обстрілюючи частини 3-ї армії з артилерії і 6 броньовиків. Від 3-й армії залишилася половина особового складу, решта відступила до Слов'янську.